# Gunnar Isberg (trädgårdsmästare)
Paul Anders Gunnar Isberg, född 25 juli 1854 i Lund, död 7 april 1938 i Malmö, var en svensk trädgårdsmästare.
Isberg, som var son till köpman Carl Anders Isberg och Ebba Henrietta Widstedt, kom efter avslutade skolstudier som trädgårdsmästarelev till Snogeholms slott. Efter ett par års vistelse där vistades han under flera år utrikes, dels i Tyskland och dels i England, där han bland annat studerade dekorationskonsten hos den berömda firman Wells & Son i London. År 1880 återvände han till Sverige och blev till en början "blumist" på Alnarp. Efter någon tid flyttade han till seminarieträdgården i Lund för att därifrån gå till Övedsklosters slott, vars gamla trädgårdsanläggningar under hans ledning genomgick en genomgripande omdaning. År 1902 anställdes han som stadsträdgårdsmästare i Malmö stad, där han fram till pensioneringen 1924 uträttade ett betydande arbete till stadens förskönande, bland annat de omfattande planteringarna vilka företogs inför Baltiska utställningen 1914.